# Голиця Михайло Миколайович
Михайло Миколайович Голиця (нар. 29 грудня 1951, с. Плиски, Борзнянський район, Чернігівська область) — український підприємець і футбольний функціонер. Голова правління холдингової компанії «Київміськбуд». Почесний президент футбольного клубу «Єдність» (Плиски). Депутат Київської міської ради 22, 23, 24 і 25 скликань. Орден «За заслуги» II і III ступенів, медаль «В пам'ять 1500-річчя Києва», Почесна грамота Кабінету Міністрів України, Почесна грамота Верховної Ради України, Подяка Київського міського голови. Заслужений юрист України.

## Життєпис
Батько — Голиця Микола Андрійович, 1926 р. н. Мати — Голиця Ганна Олександрівна, 1926 р. н. Все життя батьки працювали в рідному селі, нині пенсіонери. Дружина — Валентина Іванівна, 1959 р. н. — економіст. Донька Ольга, 1981 р. н. — юрист за фахом.
Після закінчення Плисківської середньої школи працював робітником сейсмобригади в Київській геофізичній експедиції, електромонтером в Чернігівській механізованій колоні № 2. З 1970 по 1972 рік перебував на військовій службі в Збройних Силах СРСР. Після закінчення служби працював слюсарем на Київському авіаційному заводі.
У 1975–1981 роках отримав вищу освіту на юридичному факультеті Київського державного університету імені Т. Г. Шевченка. Після закінчення університету працював референтом, старшим референтом, начальником відділу, завідувачем секретаріату Київського міськвиконкому.
З травня 1992 року — перший заступник начальника квартирного управління міської державної адміністрації. З липня 1993 року — керуючий справами акціонерного товариства «Футбольний клуб „Динамо-Київ“», з квітня 1996 року — член Координаційної Ради громадського об'єднання «Вибір».
У липні 1996 року призначений начальником Головного управління житлового забезпечення міськдержадміністрації. З 1998 року — заступник голови КМДА — начальник Головного управління житлового забезпечення.
Депутат Київської міської ради 22, 23, 24 і 25 скликань. У виборах 2008 року пройшов за списками блоку Литвина, член фракції «Блок Литвина». Член Постійної комісії з питань земельних відносин, містобудування та архітектури Київської міськради.
5 жовтня 2010 року на позачергових загальних зборах акціонерів обраний головою правління — президентом акціонерного товариства холдингової компанії «Київміськбуд».